# Kontaminace (literatura)
Kontaminace v literatuře je spojení dvou nebo více literárních děl jako předloh v nové literární dílo. Toto dílo pak v částech obsahuje původní obsahy a v různé míře zachovává ideovou nebo formální stránku svých zdrojů. Z tohoto pohledu je i Wikipedie literární kontaminací.[zdroj⁠?!]